# (39208) 2000 XY22
2000 أكس واي 22 (ويعرف أيضًا باسم (39208) 2000 أكس واي 22 وفق تسمية الكوكب الصغير) (بالإنجليزية: 2000 XY22)‏ هو كويكب ضمن حزام الكويكبات؛ وترتيبه 39208 من حيث الاكتشاف.
اكتُشف هذا الجُرم الفلكي بواسطة بحث لنكولن عن الكويكبات القريبة من الأرض في 4 ديسمبر 2000.

## وصلات خارجية
- (39208) 2000 XY22 في قاعدة بيانات مختبر الدفع النفاث لأجرام النظام الشمسي الصغيرة

- الاكتشاف · مخطط المدار ·  العناصر المدارية · المعلمات المادية

- (39208) 2000 XY22 على موقع ويكي سكاي: DSS2, SDSS, GALEX, IRAS, Hydrogen α, X-Ray, Astrophoto, Sky Map, Articles and images